# Найдич, Эрик Эзрович
Эрик Эзрович Найдич (7 января 1919, Красноярск — 29 марта 2014, Израиль) — советский и российский литературовед, библиограф, книговед. Доктор филологических наук (1977).

## Биография
Из служащих. В 1941 году окончил филологический факультет ЛГУ по специальности «русская литература». С сентября 1941 года — на Ленинградском фронте, политрук стрелковой роты 947-го стрелкового полка 268-й стрелковой дивизии. В 1943 году демобилизован по ранению.
В 1943 году поступил в аспирантуру МГУ по кафедре русской литературы, в 1944 году перевёлся в аспирантуру ИРЛИ (Пушкинского Дома), которую окончил в 1947 году. Научным руководителем был Б. М. Эйхенбаум.
С 1947 по 1988 год — сотрудник Государственной публичной библиотеки. В 1950—1956 годах работал в Отделе рукописей. Занимался описанием хранящихся в ГПБ архивов деятелей русской культуры. С 1956 до 1988 год— в Отделе научно-информационной и рекомендательной библиографии (впоследствии Отдел библиографии и книговедения). Был автором и редактором методических пособий по составлению рекомендательных библиографических указателей. Принимал участие в подготовке библиографического указателя «Русские советские писатели-прозаики».
Как литературовед занимался главным образом изучением творчества М. Ю. Лермонтова. Был автором комментариев к стихотворениям Лермонтова в нескольких изданиях его собраний сочинений, включая второе (1964) и третье (1989) издание "Библиотеки поэта". В 1976 в ИРЛИ защитил докторскую диссертацию: Проблемы поэзии М. Ю. Лермонтова (1835—1841).
С 1999 года жил в Израиле.

### Семья
- Отец — рентгенолог Найдич Эзра Абрамович.

Был женат на литературоведе Лидии Лотман (1917—2011).
Вторая жена — Костыгова, Галина Ивановна (1926—1999) — востоковед, библиотекарь. Кандидат филологических наук.
Дочь — Лариса Эриковна Найдич (род. 1947) — лингвист, кандидат филологических наук. Работает в Еврейском университете в Иерусалиме.

## Награды
Награждён орденами Красной Звезды и Отечественной войны II степени и медалями.

## Основные работы
- Архив Н. А. Добролюбова : Опись / [Подгот. к печати Э. Э. Найдич]. — Л., 1952. — 36 с.
- Рукописи М. Е. Салтыкова-Щедрина : Описание / [Сост. Э. Э. Найдич]. — Л., 1954. — 32 с.
- Лирика советских поэтов. — Л., 1960. — 24 с.
- М. Ю. Лермонтов : К 150-летию со дня рождения поэта : Рекомендательный указатель литературы и методические материалы в помощь библиотекарю / [Сост. Найдич Э Э.]. — Л., 1964. — 232 с.
- Рекомендательная библиография — твой помощник : Читателю массовой библиотеки. — М. : Книга, 1966. — 95 с. (2-е изд. 1975.)
- Книголюбу : рекомендательный указатель литературы / Сост. Э. Э. Найдич. — М. : Книга, 1978. — 48 с.
- От Кантемира до Чехова : Основные советские издания сочинений русских писателей XVIII — начала XX в. : Справочное пособие. — М. : Книга, 1984. — 222 с.
- Этюды о Лермонтове. — СПб.: Худож. лит., 1994. — 253, [1] с. — ISBN 5-280-02016-8.

Рецензия: Серман И. З. Живой Лермонтов // Русская мысль. — Париж, 1995. — № 4084 (июнь). — С. 12.
- В октябре, ноябре, декабре : стихи разных лет. — [Иерусалим], 2011. — 106 с.